# PZL-Świdnik

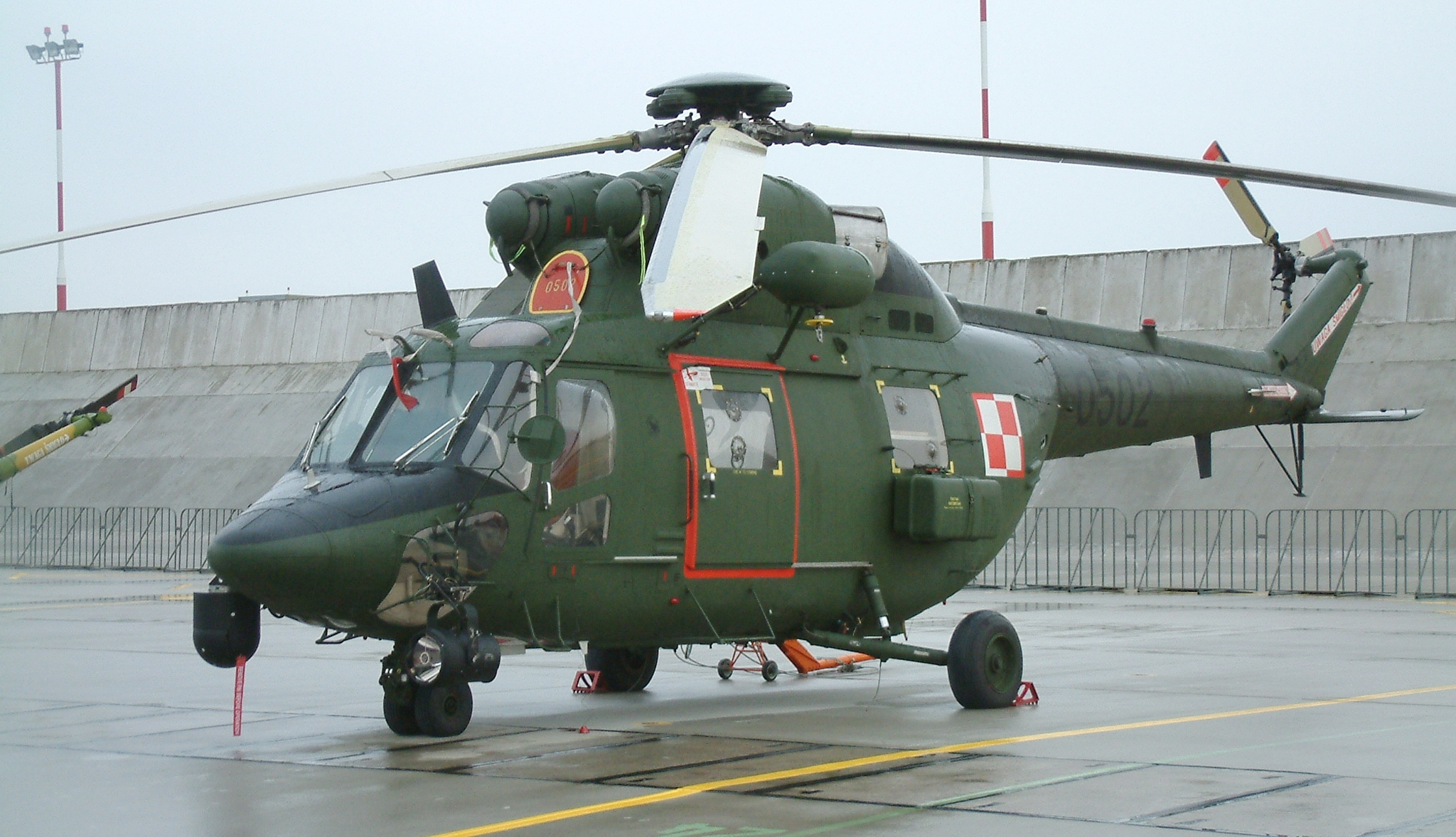
PZL W-3RL Sokół у кольорах Повітряних сил Польщі

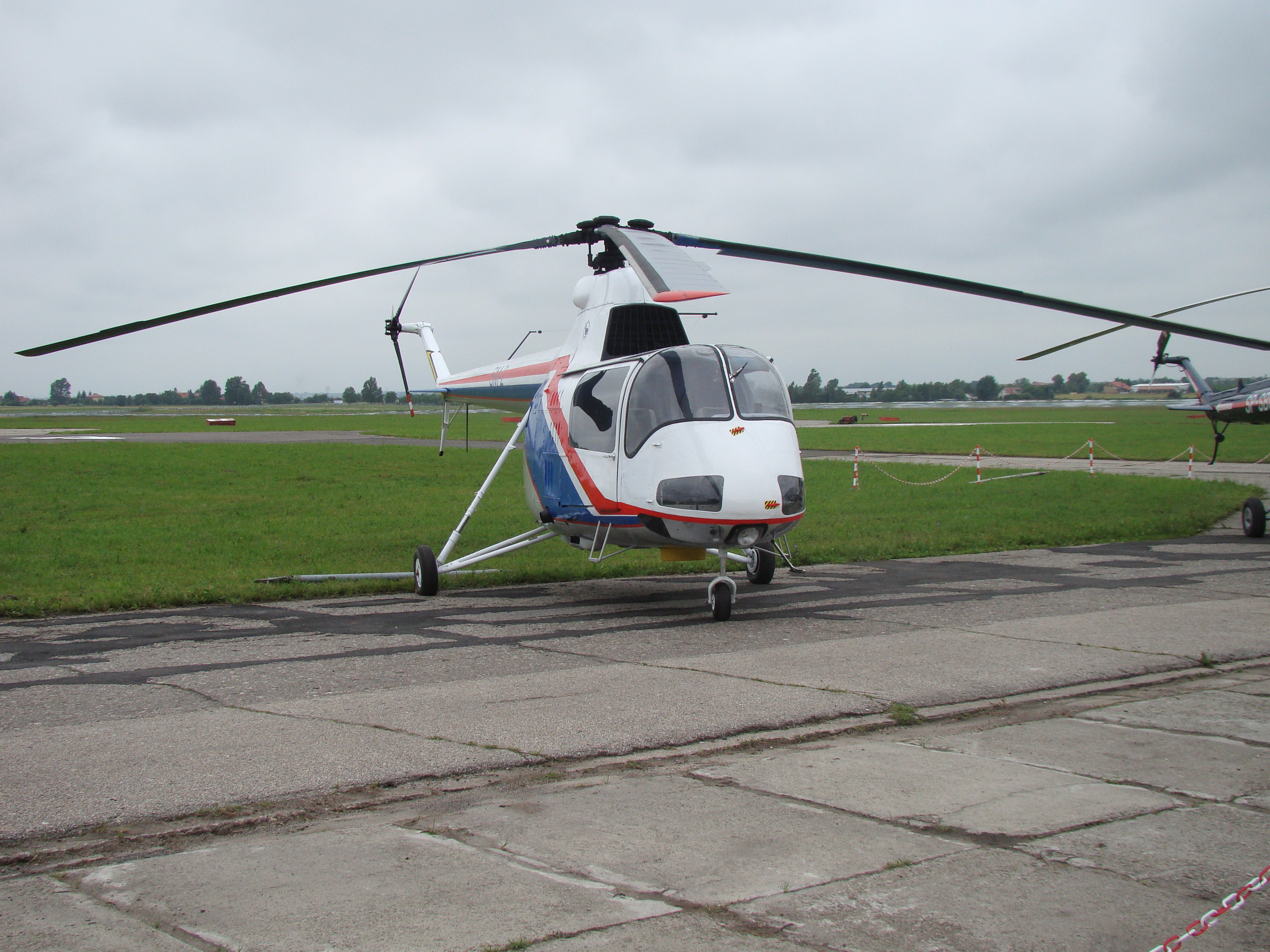
Вертоліт SM-2

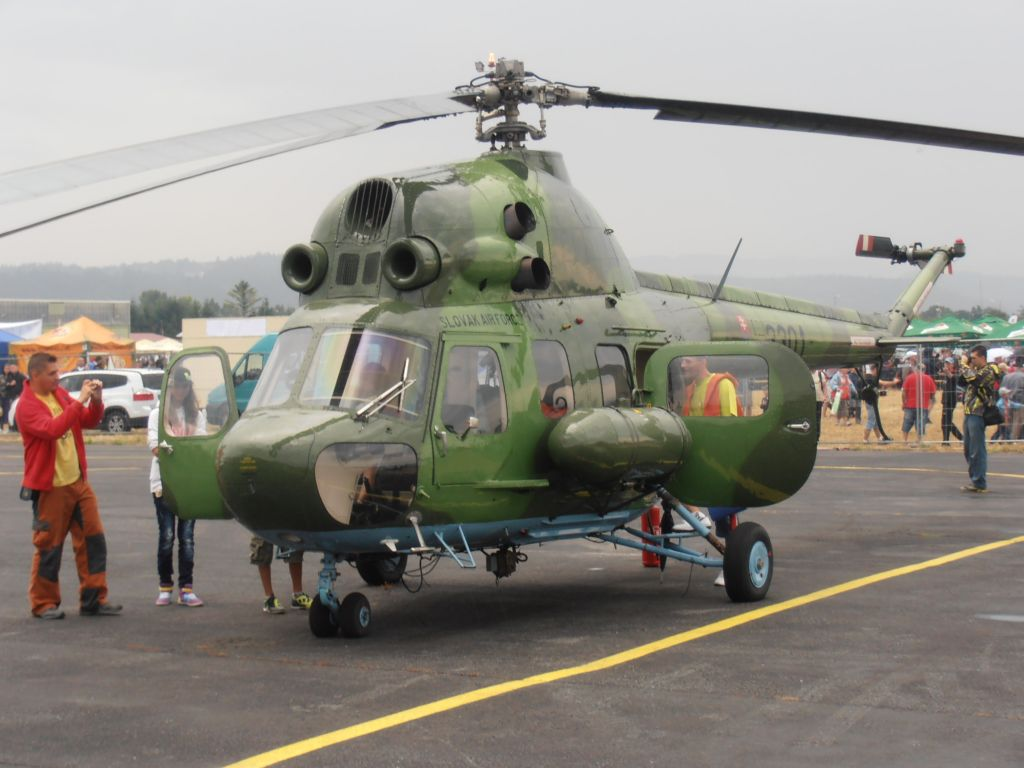
Mi-2 Повітряних сил Польщі

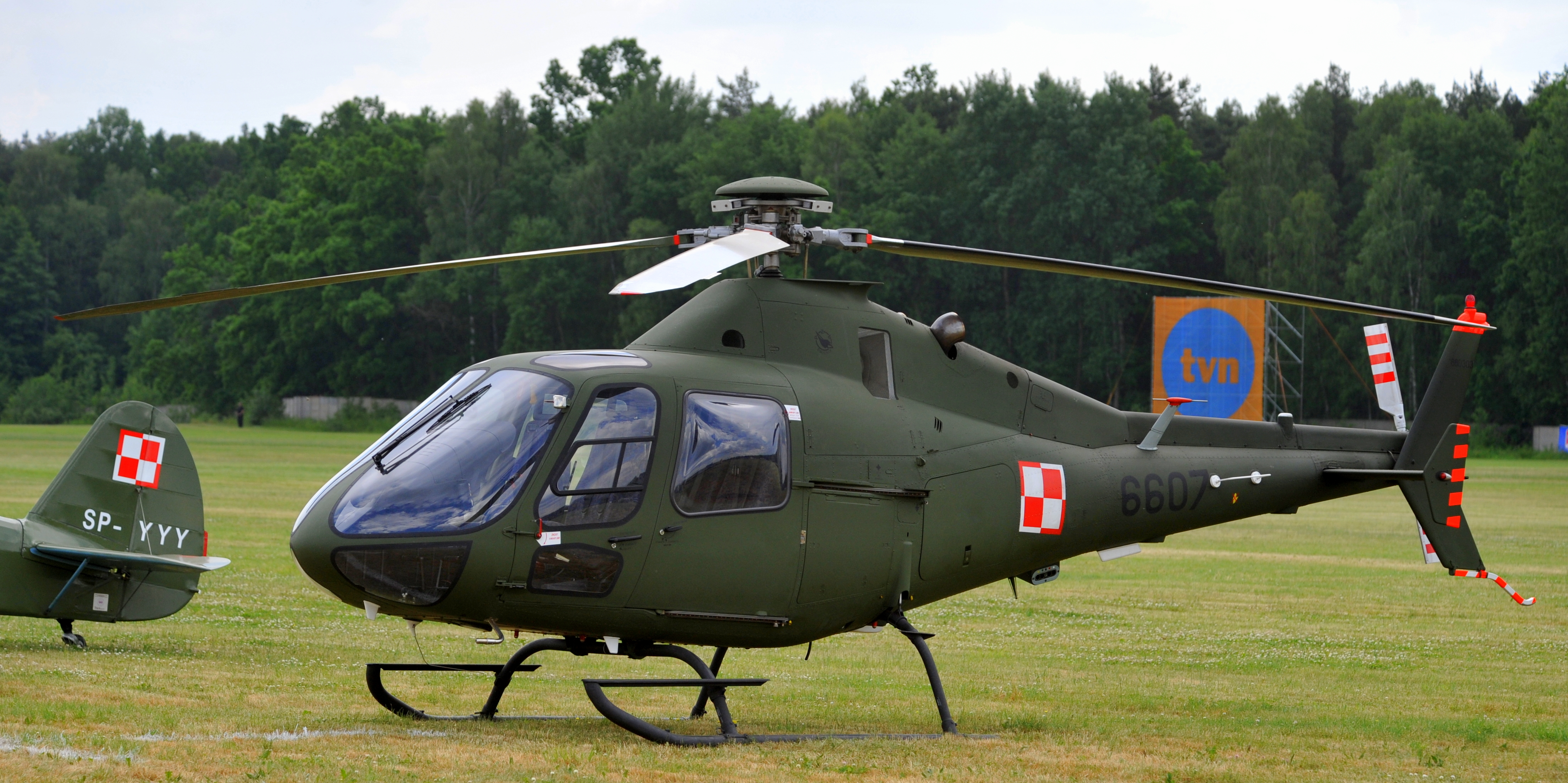
PZL SW-4 в кольорах Повітряних сил

PZL-Świdnik S.A. (пол. Wytwórnia Sprzętu Komunikacyjnego „PZL-Świdnik”) — польська компанія, що займається виробництвом літаків і гелікоптерів, заснована в 1951 році в Свіднику, що належить Leonardo Helicopters.

## Історія
Традиції заводу сягають часів до Другої світової війни, коли в Любліні та Білій Підлясці працювали авіаційні заводи. Після війни влада Польської Народної Республіки вирішила відбудувати аеропорт, розташований поблизу Любліна, і побудувати там Державне підприємство з виробництва авіаційної техніки під назвою: Wytwórnia Urządzeń Komunikacyjnego в Свіднику (WSK-Świdnik), у 1957 році. перейменовано на WSK «PZL-Świdnik», посилаючись на довоєнні традиції. У 1950-1953 роках вже були зведені перші приміщення нової фабрики. Спочатку завод випускав літаки МіГ-15 за ліцензією СРСР (як Лім-1 і Лім-2), згодом лише окремі деталі до них. У середині 1950-х років влада вирішила, що завод буде виробляти в основному вертольоти. Спочатку це був радянський Мі-1 і його модифікація, розроблена на WSK Świdnik - SM-2.
У 1964 році почалося виробництво вертольотів Мі-2, всього було випущено понад 5 тис. таких вертольотів. Серійні вертольоти Мі-2 випускав тільки завод Свідник. На той час вони стали одними з найбільших європейських виробників вертольотів. Через кілька років, у 1978 році, PZL Świdnik розробила модернізовану версію гелікоптера, позначену як PZL Kania.
У 1970-х роках завод випускав і планери СЖД-30 «Пірат». Проектування гелікоптера PZL W-3 Sokół власного виробництва також почалося в середині 1970-х років.
Тим часом завод також виробляв мотоцикли WSK та деталі для лайнера Іл-86 (з 1976 року).
В даний час завод у Свіднику виробляє вертольоти PZL W-3 Sokół і PZL SW-4, комплектуючі, обшивку та інші елементи таких літаків, як Pilatus PC-12 або Airbus A320 / A340 та вертольоти: Agusta A109, A119, та A139. Крім того, на заводі здійснюється технічне забезпечення вертольотів: ПЗЛ Мі-2, Мі-2 плюс і ПЗЛ Канія.
Завод розташований поруч із заводським трав’яним аеропортом та аеропортом Любліна, відкритим у 2012 році. Новий аеропорт також пов’язаний з розширенням інфраструктури та міста Свіднік, а також із залученням нових інвесторів на Люблінщину.
31 липня 2009 року італійсько-британська компанія AgustaWestland та чеська компанія Aero Vodochody подали в Агентство промислового розвитку цінові пропозиції щодо придбання 87,6% акцій PZL-Świdnik. Переможцем став AgustaWestland. 29 січня 2010 року Agencja Rozwoju Przemysłu S.A. підписала контракт з італійсько-британським виробником вертольотів на продаж 87,62 відсотка акції Заводу комунікаційного обладнання PZL-Świdnik S.A. Вартість угоди склала 339 мільйонів злотих.

## Продукція

### Мотоцикли
- WSK M06 Z
- WSK M06B1
- WSK M06B3
- WSK M21W2
- WSK M21W2 Kobuz
- WSK M21W2 Dudek
- WSK M21W2 Perkoz
- WSK Kos 125
- WSK Garbuska 125
- WSK Gil 125

### Літаки
- PZL І-23
- МіГ-15

### Планери
- PW-5
- PW-6

### Вертольоти
- PZL W-3 Sokół
- PZL Kania
- PZL Мі-2
- PZL SW-4
- AW 149/189 (військовий / цивільний)[11]